# Nyíry Lili
Nyíry Lili (Miskolc, 1909. január 26. – Miskolc, 1996. szeptember 20.) magyar szobrászművész.
Édesapja Nyíry Dániel régész-főlevéltárnok. Gyermekkorát Miskolcon és Boldván töltötte, figyelve apja ásatásait a boldvai kolostor környékén. A formák-fények-tárgyak kapcsolata, alaki változása már kora gyermekkorában lekötötte figyelmét. Egy-egy obszidiánt forgatva nézegetve órákig el tudott játszani. Házasságkötése Ruttkay Györggyel még inkább meghatározta életét, életében a művészet helyét. Férjével a közös délutáni felolvasások során a magyar népköltészet és a mitológia alakjai voltak nagy hatással rá. Kőmíves Kelemenné sorsát, bibliai alakokat, Sámsont formázta szobraiban és a reliefeken. A nő, a nő alaki érzékisége, a test szépsége több szobrán jelenik meg. A párkapcsolat, a szerelem, az egymás felé, avagy egymástól való elfordulás megtalálható ábrázolásaiban. 1996-ban Miskolcon hunyt el.